# 三宅康之
三宅 康之（みやけ やすゆき）は、江戸時代中期の大名。三河国田原藩5代藩主。田原藩三宅家8代。官位は従五位下・出羽守、備後守、対馬守。

## 生涯
享保14年（1729年）4月26日、豊後国府内藩主・松平近貞（三宅康雄の子）の次男として豊後府内で誕生した。宝暦4年（1754年）4月26日、従兄の田原藩4代藩主・三宅康高の婿養子となり、12月に従五位下・出羽守に叙位・任官する。宝暦5年（1755年）8月28日、康高の隠居により家督を継いだ。
宝暦6年（1756年）10月、洪水により3252石の被害を出した。宝暦9年（1759年）閏7月22日、備後守に遷任する。江戸城門番における公役負担などもあって財政難がさらに進んだため、財政再建のために井手多介を登用し、宝暦12年（1762年）には家臣団のリストラや5ヵ年倹約などを行なったが効果はなく、逆に家臣団の反発を招くばかりで、井手は藩から出奔してしまう有様だった。
このため、新たに吉田彦右衛門や水戸屋文右衛門らを登用して財政改革を行なおうとしたが、その矢先の明和6年（1769年）6月にウンカが大発生して4383石の被害を出し、10月には火事などもあった。明和8年（1771年）夏には旱魃で8005石の被害を出すなどして、財政難は深刻となる。ところが明和9年（1772年）4月17日には幕命により日光祭礼奉行に任じられ、安永2年（1773年）からは病に倒れて藩政を執ることもできなくなり、実権を三男の康武に譲っている。
安永5年（1776年）になって復帰するが、もはや財政改革は完全な失敗であった。このため安永9年（1780年）11月29日、康武に家督を譲って隠居する。天明7年（1787年）6月に対馬守に遷任し、寛政2年（1790年）6月に備後守に再任した。寛政8年（1796年）4月22日、剃髪して政道と改名する。享和3年（1803年）8月9日に死去した（江戸幕府の死亡届では8月16日）。享年75。

## 系譜
父母
- 松平近貞（実父）
- 百樹院 ー 側室（実母）
- 三宅康高（養父）

正室
- 於勝、林勝院 ー 三宅康高の長女

側室
- 於磯 ー 聞解院、桜井氏
- 於野路 ー 思実院、香川氏
- 於津与
- 木村氏

子女
- 三宅康武（三男）生母は林勝院（正室）
- 三宅康邦（四男）生母は思実院（側室）
- 三宅康友、生母は木村氏
- 三宅友信（四男）生母は於銀（側室）
- 三宅斧一郎
- 三宅市五郎
- 三宅政八郎
- 於滝 ー 大森頼猶正室
- 於金
- 三宅康哉室
- 榊原照郷室のち植村正房室
- 加藤景久室